# It's No Laughing Matter
It's No Laughing Matter er en amerikansk stumfilm fra 1915 af Lois Weber.

## Medvirkende
- Macklyn Arbuckle som Hi Judd.
- Cora Drew som Mrs. Judd.
- Myrtle Stedman som Bess Judd.
- Charles Marriott som Jim Skinner.
- Adele Farrington som Widow Wilkins.